# Schmidt-Teleskop

Strahlengang eines Schmidt-Teleskops

Das Schmidt-Teleskop, auch Schmidt-Kamera oder Schmidt-Spiegel genannt, ist ein speziell für die Astrofotografie konstruiertes Spiegelteleskop, das durch seine Bauart ein besonders großes nutzbares Gesichtsfeld hat. Durch die Kombination aus Linsen und Spiegeln handelt es sich um ein katadioptrisches System.

## Entwicklung

Die asphärische Schmidt-Platte

Das Schmidt-Teleskop geht auf eine Erfindung Bernhard Schmidts um 1930 zurück, der einen sphärischen Hauptspiegel mit einer dünnen, sehr speziell geformten Korrekturplatte (Schmidt-Platte) kombinierte. Diese befindet sich im Krümmungsmittelpunkt des Hauptspiegels und beseitigt dessen sphärische Aberration. Die Koma und der Astigmatismus werden allein dadurch vermieden, dass die Öffnungsblende im Krümmungsmittelpunkt des Hauptspiegels steht. Um die Vignettierung (Abdunkelung der Ecken) zu reduzieren, wird der Hauptspiegel im Durchmesser größer ausgeführt als die Teleskopöffnung (siehe Abbildung). Wegen des großen erfassbaren Bildwinkels und höchster Bildgüte bis in die Ecken der Fotoplatten fand die Schmidt-Kamera in der Himmelsfotografie weite Verbreitung. Das Bildfeld der Schmidt-Kamera ist jedoch gewölbt, somit muss im Fokus ein sphärisch gewölbter Film eingesetzt werden, um die Bildfeldwölbung auszugleichen. Diese kann auch durch eine Plankonvexlinse direkt vor dem Brennpunkt („Bildfeldebnungslinse“) vollständig kompensiert werden, so dass plane Fotosensoren verwendbar werden.
Schmidt wies bereits in seiner Originalveröffentlichung darauf hin, dass es möglich ist, bei einem lichtschwächeren Öffnungsverhältnis auf die schwierig herzustellende Korrekturplatte ganz zu verzichten (so genanntes „linsenloses Schmidt-Teleskop“).
Der Teleskoptyp eignet sich nicht für die visuelle Beobachtung (im Gegensatz zum Schmidt-Cassegrain-Teleskop), sondern lediglich für die Fotografie, da der Fokus innerhalb des Teleskoptubus liegt und dort lediglich eine Kamera oder Fotoplatte montiert werden kann.
Das ganz anders konstruierte Schmidt-Cassegrain-Teleskop führt den Fokus rückseitig aus dem Tubus heraus und eignet sich dadurch auch für die visuelle Beobachtung.
Den ersten Schmidt-Spiegel der Sternwarte in Hamburg-Bergedorf stellte Bernhard Schmidt im Jahr 1930 (freie Öffnung 360 mm, Spiegeldurchmesser 440 mm, Brennweite 630 mm) fertig. Als an der Hamburger Sternwarte ein neuer Direktor gesucht wurde, forderte Walter Baade als Kandidat 1937 ein großes Schmidt-Teleskop mit 1 m Öffnung. Der Hamburger Senat bewilligte zwar die Gelder, auch nachdem Baade abgesagt hatte und Otto Heckmann zum Direktor ernannt worden war. Der Bau kam aber erst nach Ende des Krieges zustande. Der Große Hamburger Schmidt (freie Öffnung 800 mm, Spiegeldurchmesser 1200 mm, Brennweite 2400 mm) wurde 1954 in Betrieb genommen. Die ursprünglich geplanten Durchmusterungsarbeiten waren nun aber bereits vom Palomar-Schmidt übernommen worden. Der Große Hamburger Schmidt-Spiegel wurde 1975 nach Spanien zum Calar-Alto-Observatorium gebracht und blieb dort 25 Jahre in Betrieb.

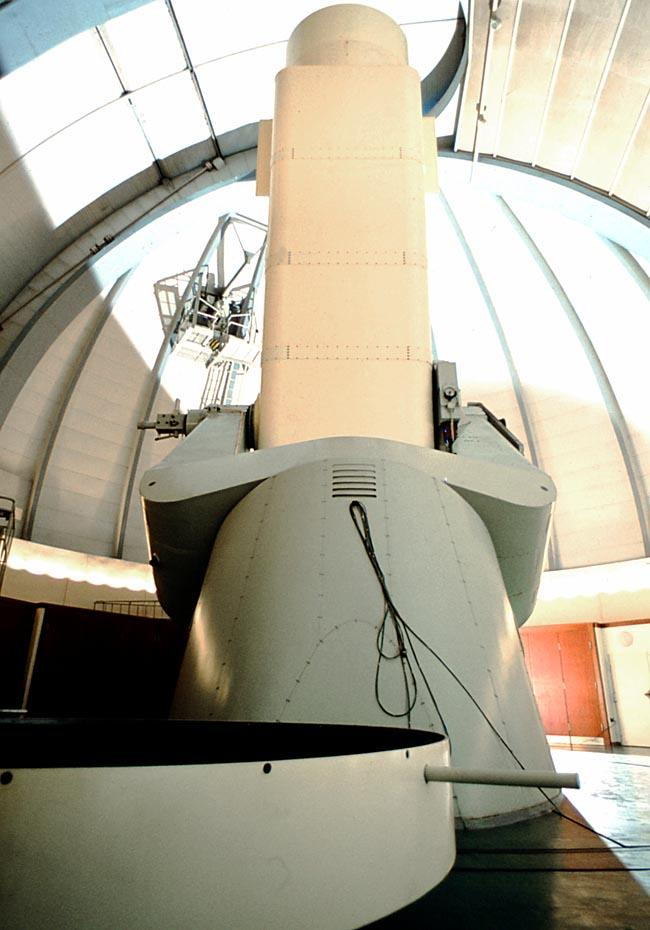
Das Alfred-Jensch-Teleskop, die weltgrößte Schmidt-Kamera

Folgende Instrumente sind von besonderer Bedeutung für die astronomische Forschung, sortiert nach Größe:
- Alfred-Jensch-Teleskop der Thüringer Landessternwarte in Tautenburg bei Jena (freie Öffnung 1,34 m, Spiegeldurchmesser 2,00 m, Brennweite 4,00 m, weltweit größtes Schmidt-Teleskop)
- Oschin-Schmidt-Teleskop des Palomar-Observatoriums von 1948 (Big-Schmidt, freie Öffnung 1,26 m, Spiegeldurchmesser 1,83 m, Brennweite 3,07 m)
- UK Schmidt-Teleskop des Anglo-Australian Observatory / Siding-Spring-Observatorium, Australien (freie Öffnung 1,24 m, Spiegeldurchmesser 1,83 m, Brennweite 3,07 m)
- Weitere mit rund 1 Meter Durchmesser sind das chinesische Xuyi-Schmidt[2], sowie im Kiso-Observatorium, im Byurakan-Observatorium, im Observatorium Kvistaberg, im Observatorio Astronómico Nacional de Llano del Hato und, seit 1998 außer Betrieb, im La-Silla-Observatorium (ESO Schmidt).
- Die Raumsonde Kepler, die am 6. März 2009 gestartet wurde, besteht im Wesentlichen aus einer Schmidt-Optik (freie Öffnung 0,95 m, Spiegeldurchmesser 1,4 m).

Der Big Schmidt des Palomar-Observatoriums war das erste große Schmidt-Teleskop, das für eine komplette Himmelskartografie des Nordhimmels eingesetzt wurde. Das Kartenwerk des POSS (Palomar Observatory Sky Survey) war lange Zeit die Referenzquelle der beobachtenden Astronomie. Sie wurde in den 1980er Jahren wiederholt. In südlichen Breiten wurde der ESO-Schmidt zur Himmelsfotografie des Südsternhimmels eingesetzt.
Das UK-Schmidt-Teleskop, das Oschin-Schmidt-Teleskop und das ESO-Schmidt weisen als Besonderheit eine achromatische, aus zwei Glassorten gefertigte Korrektorplatte auf, die für ersteres von Grubb Parsons hergestellt wurde.

## Abwandlungen des Schmidt-Spiegels
Die herausragenden optischen Eigenschaften der Schmidtkamera motivierte die Untersuchung einer Reihe von Varianten, um das Bildfeld zu ebnen, den Aufbau zu vereinfachen, den Bildwinkel oder die Apertur zu vergrößern:

### Schmidt-Väisälä-Kamera
Das Prinzip der Korrektorplatte ist auch 1924 – vor Schmidt – von Yrjö Väisälä entdeckt worden, wurde aber von ihm aufgrund der Bildfeldwölbung verworfen. Väisälä entwickelte später zweilinsige Bildfeldebener für Schmidt-Spiegel, die nahe am Brennpunkt sitzen, und baute zwei Kameras, eine mit 120 mm Öffnung und eine mit 500 mm Öffnung, beide mit einem Öffnungsverhältnis von 1:2 und einem Bildwinkel von etwa 7°. 1941 fertigte er eine weitere mit 31-cm-Öffnung für das Observatorium Kvistaberg.
Zwei derartige Kameras mit besonders großer Öffnung von 63 cm und einem Öffnungsverhältnis von nahezu 1:1 bei einem Bildwinkel von 10° wurden Anfang der 1960er Jahre von J. Hewitt spezifiziert und von Grubb Parsons gebaut. Diese, als Hewitt Camera bezeichneten Geräte wurden in England und Australien zur Satellitenbeobachtung eingesetzt.
Eine Linse zur Bildfeldebnung wurde später auch in dem Oschin-Schmidt-Teleskop und im Observatorio Astronómico Nacional de Llano del Hato eingesetzt, um die Teleskope mit ebenen CCD-Bildaufnehmern zu betreiben. Im Schmidt-Teleskop des Kiso-Observatoriums wird hingegen ein passend geformter CCD-Chip genutzt.

### Zweispiegel-Varianten

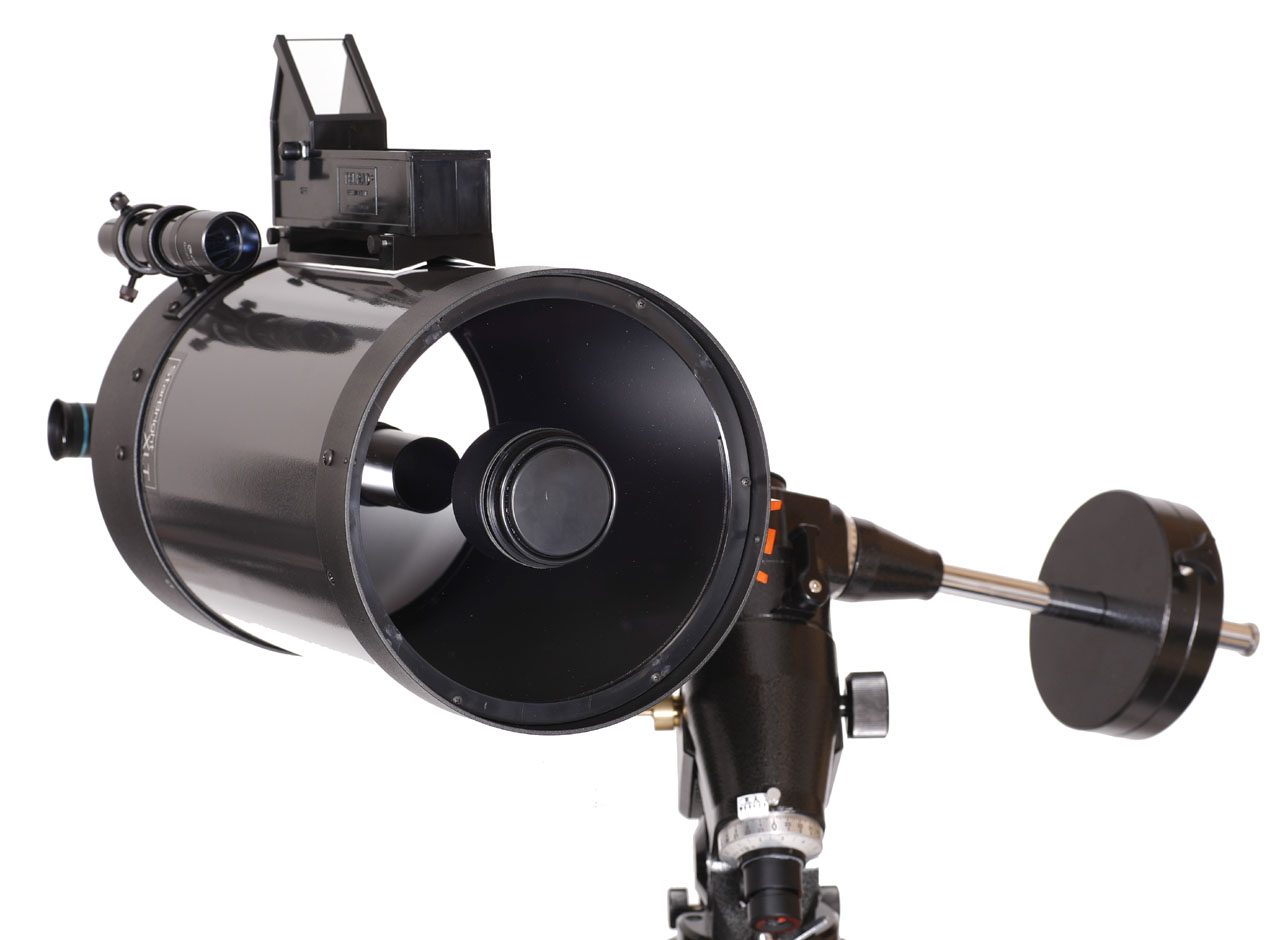
Schmidt-Cassegrain-Teleskop für Amateurastronome, die Schmidtplatte dient zugleich als Halter für den Sekundärspiegel, wodurch eine sonst zur Halterung erforderliche Spinne entfällt und die von dieser hervorgerufenen Beugungsspitzen vermieden werden.

Hauptartikel: Schmidt-Cassegrain-Teleskop und Schmidt-Newton-Teleskop
James G. Baker entwickelte eine Alternative zur Bildfeldebnung durch Linsen, indem er den Schmidt-Korrektor mit einer Cassegrain-Spiegelanordnung mit zumindest einer leicht asphärischen Spiegeloberfläche kombinierte. Dabei ergibt sich eine – verglichen mit der ursprünglichen Schmidt-Kamera – zugänglichere Bildebene nahe dem Hauptspiegel und eine kürzere Bauform durch einen verringerten Abstand des Korrektors zum Hauptspiegel. Weitere Varianten sind Ausführungen, bei denen beide Spiegel sphärisch sind, Bildfehler jedoch nicht vollständig beseitigt werden; diese können dann durch weitere fokusnahe Korrektoren beseitigt werden. Nach diesem Prinzip sind zwei große wissenschaftliche Instrumente mit etwas mehr als 80 cm Öffnung gebaut worden sowie eine Reihe von Teleskopen für die Amateurastronomie bei etwa 55 cm Apertur. Ebenfalls für den Amateurbereich wird die Kombination eines Newton-Teleskopes mit einer davor sitzenden Schmidt-Korrektorplatte angeboten.
Eine weitere Variante bildet die monozentrische Ausführung, bei der das Krümmungszentrum beider Spiegel aufeinanderliegt. Aufgrund der so gebildeten Symmetrie ergibt sich ein großer Bildwinkel.

### Super-Schmidt-Optik

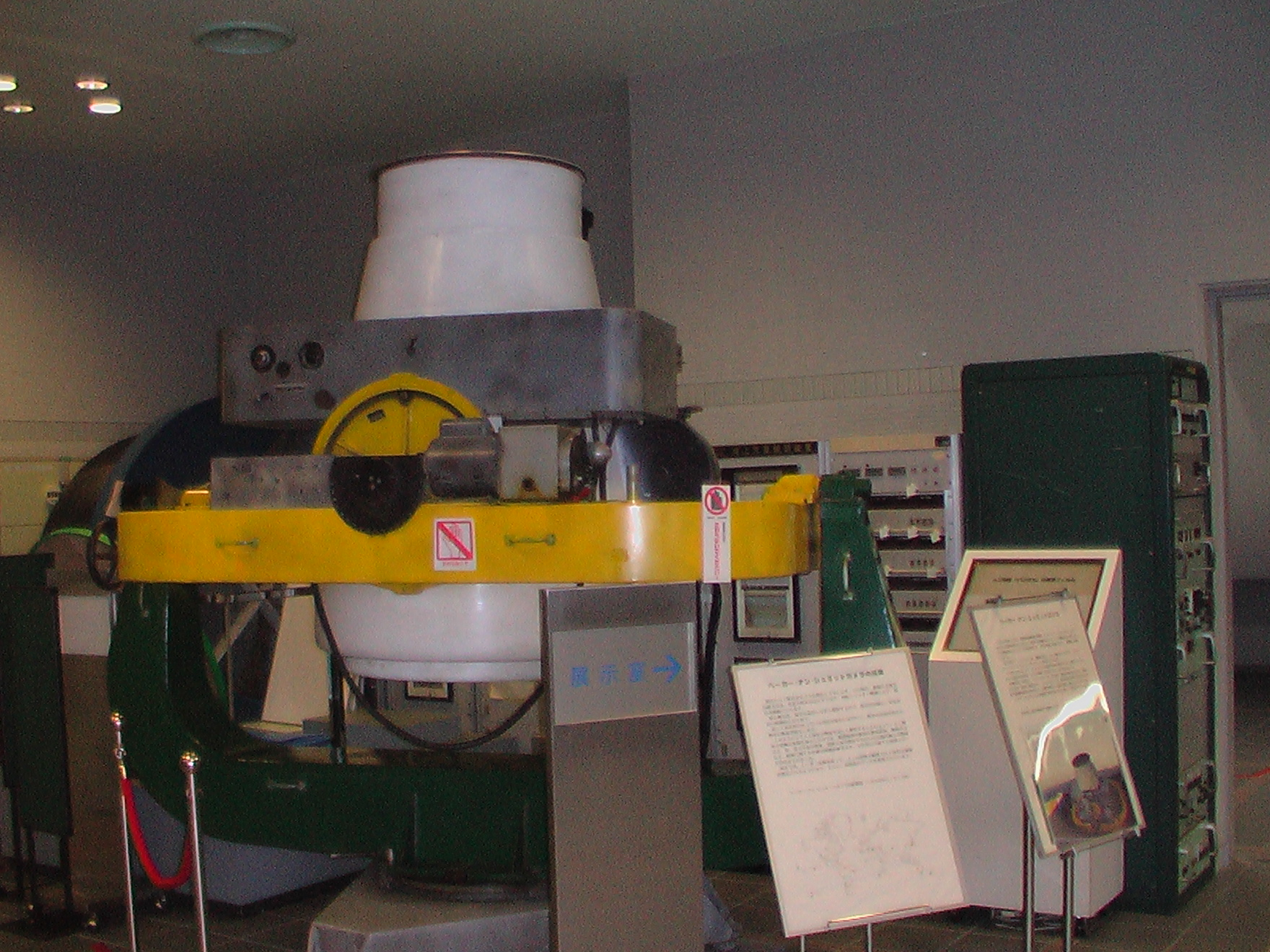
Baker-Nunn-Kamera, sie ist aufgrund des höheren Öffnungsverhältnisses von 1:1 kürzer als eine Schmidt-Kamera.

Das Prinzip der von Schmidt entdeckten Anordnung lässt sich weiter verbessern, indem das Konzept von einem Korrektor im Zentrum eines sphärischen Hauptspiegel durch einen mehrgliedrigen Aufbau des Korrektors erweitert wird. Hierfür hat sich insbesondere die Aufteilung der Korrektur auf Schmidt-Platte und Meniskuslinse eines Maksutov-Teleskops als sehr leistungsfähig erwiesen, da einige Aberrationen von Schmidt-Platte und Meniskus sich aufheben. Diese Optiken weisen Bildwinkel von 60° bei Lichtstärken von rund 1:1 auf und wurden um 1960 überwiegend als Satellitenkameras eingesetzt.
Beispiele für Super-Schmidt-Optiken sind:
- Meniscus-Super-Schmidt-Camera. Diese in England entwickelte Kamera verwendet zwei Menisken, die eine achromatische Schmidt-Platte umgeben; sie weist eine Apertur von 30 cm und ein nominelles Öffnungsverhältnis von 1:0,63 auf.[13][14]
- Die parallel dazu entwickelte Baker super-Schmidt, die von James G. Baker konzipierte und von Perkin Elmer um 1950 gebaute Kamera zur Meteor-Beobachtung, hatte einen ähnlichen Aufbau und ähnliche Eigenschaften.[14][15]
- Die sowjetische FAS-Camera, bestehend aus Korrektorplatte und Meniskuslinse.[16]
- VAU-Camera, eine in der Sowjetunion konstruierte Kamera mit einem Objektivdurchmesser von 650 mm. Sie wurde 1969 in dem Observatorium von Swenigorod installiert. Sie basiert auf einem von Maksutow und Sosnina 1953 entwickelten Astrodar-Objektiv, bei dem sich hinter der Apertur eine Meniskuslinse befindet.[17][18][19]
- Eine in Polen konstruierte und im Observatorium Posen installierte Kamera Poznan-2, die einen Korrektor aus fünf Linsen hat.[16]
- Die Baker-Nunn-Satellite-Tracking Camera mit einer Apertur von 50 cm und einem Öffnungsverhältnis von 1:1. Die Anordnung des dreilinsigen Korrektors und des sphärischen Spiegels ähnelt einem Houghton-Teleskop, die Korrektorlinsen sind aber wie in einer Schmidt-Kamera dünner und asphärisch ausgeführt.

Eine Weiterentwicklung, die schärfere Bilder bei einem Bildwinkel von 30° liefert, eine Öffnung von 80 cm sowie ein Öffnungsverhältnis von 1:1,9 aufweist und nur sphärische Linsen aus einer Glassorte verwendet, wurde im Jahr 2016 publiziert.

### Korrektorspiegel

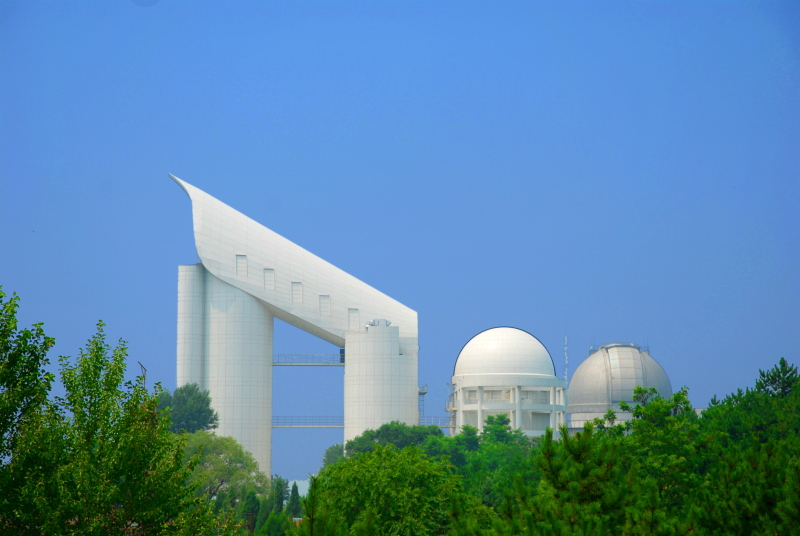
LAMOST

Hauptartikel: Large Sky Area Multi-Object Fibre Spectroscopic Telescope
Die Lichtbrechung der aus Glas ausgeführten Schmidt-Platte verursacht eine wellenlängenabhängige Aufspaltung des Lichts. Dieser chromatische Abbildungsfehler kann durch einen asphärisch geformten, leicht schräg stehenden Spiegel vermieden werden, der die Schmidtplatte ersetzt. Für Forschungszwecke wurde erstmals 2007 ein Schmidt-Teleskop mit Korrektorspiegel durch das chinesische LAMOST realisiert. Da der Korrektorspiegel zudem flächig gegen Verformung gestützt werden kann, konnte eine freie Öffnung von 4 m realisiert und ein chromasiefreies Bildfeld von 5° erzielt werden.